# Cleptocaccobius minor
Cleptocaccobius minor là một loài bọ cánh cứng trong họ Bọ hung (Scarabaeidae).